# Biskupiec Pomorski
Biskupiec Pomorski – stacja kolejowa w Bielicach, w powiecie nowomiejskim, w województwie warmińsko-mazurskim, w Polsce. Nazwa stacji wzięła nazwę od odległej o 3,5 km miejscowości Biskupiec.

## Ruch pasażerski
| Rok  | Wymiana pasażerska na dobę |
| ---- | -------------------------- |
| 2017 | 150-199                    |
| 2022 | 100-149                    |

## Historia
Stacja powstała w roku 1872, na linii kolei Toruń - Wystruć. Pomimo nazwy Bischofswerder (Biskupiec), została zbudowana w pobliskiej wsi Bielice, przez którą przechodziła linia kolejowa, zapewne z uwagi na uniknięcie konieczności prac ziemnych przy doprowadzeniu kolei do miasta. Po I wojnie światowej stacja znalazła się na terytorium Polski, natomiast granica odcięła ją od niemieckiego miasta Biskupiec. 17 sierpnia 1920 oddział niemieckich ochotników przekroczył granicę, zajął stację i zdjął flagę polską, którą zastąpił flagą niemiecką. Po krótkiej walce Niemców wyparła stąd kompania szturmowa por. Szramka z pociągiem pancernym "Wilk"; w czasie walk wzięto do niewoli 5 Niemców. Podczas II wojny światowej w 1945 roku Armia Radziecka magazynowała w niej zrabowane w okolicy przedmioty. Tutaj również formowano transporty kolejowe, którymi wywożono polskie dobra w głąb ZSRR.
Na stacji wzniesiono w czasie jej powstania murowany jednopiętrowy dworzec o prostej bryle, typowego niemieckiego projektu dla kolei mazurskich, zachowany do chwili obecnej. Wzniesiono też murowaną prostopadłościenną wieżę wodną (pojemność 50 m²) i murowany magazyn, również istniejące obecnie.

## Połączenia
- Bydgoszcz Główna
- Iława Główna
- Olsztyn Główny
- Toruń Główny

## Galeria

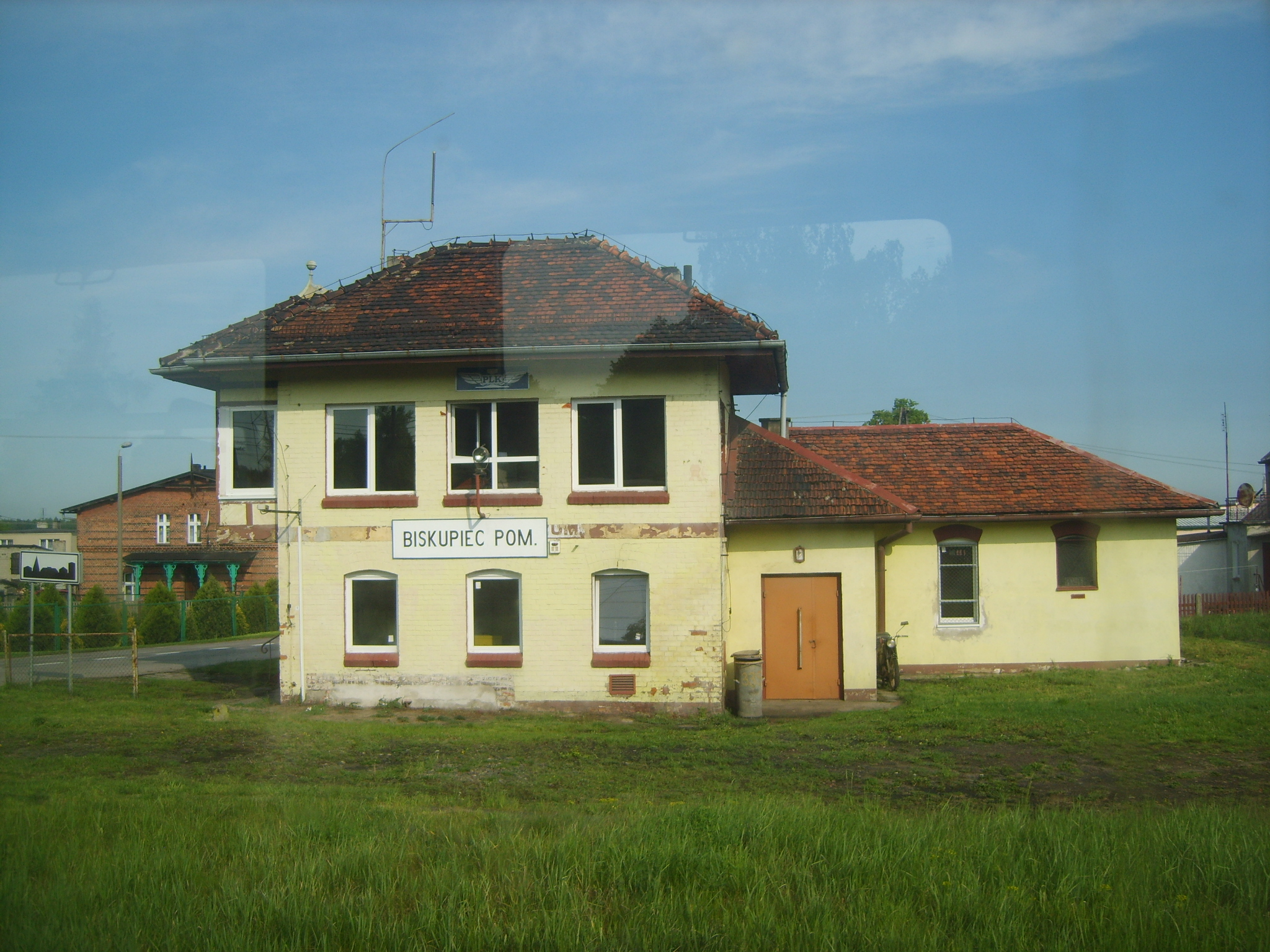

| Biskupiec Pomorski                                     |  |                               |
| Linia 353 Poznań Wschód - Żeleznodorożnyj (213,048 km) |  |                               |
| Lipinkiodległość: 5,595 km                             |  | Jamielnik odległość: 8,876 km |